# Ibne Cordadebe
Abu Alcácime Ubaide Alá ibne Cordadebe (persa: ابوالقاسم عبیدالله ابن خردادبه; romaniz.: Abu'l Qasim Ubaid'Allah ibn Khordadbeh; ca. 820 — 912 (92 anos)) foi um geógrafo e burocrata muçulmano do século IX.
Provinha de uma rica família persa do norte do atual Irão. Foi nomeado "Diretor dos Correios e da Polícia" da província de Jibal a noroeste da Pérsia durante o reinado do califa abássida Almutâmide (r. 869–885). Sob esse título, serviu tanto como chefe dos correios (baride) como espião-chefe do califa.
Cerca de 870, escreveu al-Kitab al Masalik w’al Mamalik (Livro das Estradas e dos Reinos). Nesta obra, descreve os diferentes povos e províncias do Califado Abássida. É uma das poucas fontes que descreve a actividade dos radanitas, os mercadores judeus.